# Le Lac de l'Homme-Mort
 (mars 2025).
Motif : Sourçage insuffisant
- Archive Wikiwix
- Bing
- Cairn
- DuckDuckGo
- E. Universalis
- Gallica
- Google
- G. Books
- G. News
- G. Scholar
- Persée
- Qwant
- (zh) Baidu
- (ru) Yandex
- (wd) trouver des œuvres sur Wikidata

| 1. | Préciser le motif de la pose du bandeau. | Précisez le motif de la pose du bandeau en utilisant la syntaxe suivante : {{admissibilité à vérifier\|date=mars 2025\|motif=remplacez ce texte par le motif}}                              |
| 2. | Informer les utilisateurs concernés.     | Pensez à avertir le créateur de l'article, par exemple, en insérant le code ci-dessous sur sa page de discussion : {{subst:avertissement admissibilité à vérifier\|Le Lac de l'Homme-Mort}} |

Le Lac de l'Homme-Mort est la deuxième histoire de la série Marc Jaguar de Maurice Tillieux. Elle est publiée pour la première fois du no 1 au no 42 du journal Risque-Tout. Puis est publiée sous forme d'album en 1957.

## Univers

### Synopsis
Le photographe de presse Marc Jaguar n'arrive pas à photographier le lac de l'Homme-Mort, et ne comprend pas pourquoi ses films sont voilés, ce qui ne lui est jamais arrivé. Il demande à un ami, détective privé assez fade, de l'accompagner, et se rend compte qu'il est l'objet d'agressions répétées de la part des sbires d'un certain M. Saint-Ange, qui semble vouloir à tout prix l'empêcher de photographier le lac ou récupérer les clichés de ce dernier. Que cache ce lac ? Nous sommes en pleine époque de l'atome, et l'uranium n'est pas loin d'expliquer tout ce qui se passe…

### Personnages
Marc Jaguar est un photographe qui s'adjoint les services d'un détective privé assez peu performant.

## Publication

### Revues
- Rééditée dans Samedi-Jeunesse n° 81 de juillet 1964.
- Republiée dans Spirou du no 2059 au no 2074 (1977).

### Documentation
- Jean Léturgie, « Le Lac de l'homme mort », Schtroumpfanzine, no 22,‎ septembre 1978, p. 23 et 25.